# Тинтява (хижа)
„Тинтява“ е туристическа хижа, намираща се в местността Тинтява в планината Витоша. Сградата е триетажна и разполага със самостоятелни санитарни възли и бани, локално отопление, бюфет, туристическа столова и паркинг. Построена е през 1935 година от туристическата секция при БНБ.

## Изходни пунктове
- местността Златните мостове (последна спирка на автобус № 63) – 1 ч
- село Владая (спирка „Кметство Владая“ на автобуси № 58 и 59) – 2,30 ч
- квартал Бояна – 3 часа
- квартал „Княжево“ на София (последна спирка на трамваи № 5 и 11) – 2,30 ч

## Съседни туристически обекти
- хижа Камен дел – 30 минути
- хижа Момина скала – 15 минути
- Черни връх – 2 часа и 30 минути
- връх Камен дел – 1 час
- хижа Алеко – 1 час и 45 минути
- хижа Планинарска песен – 1 час